# スーパーカム

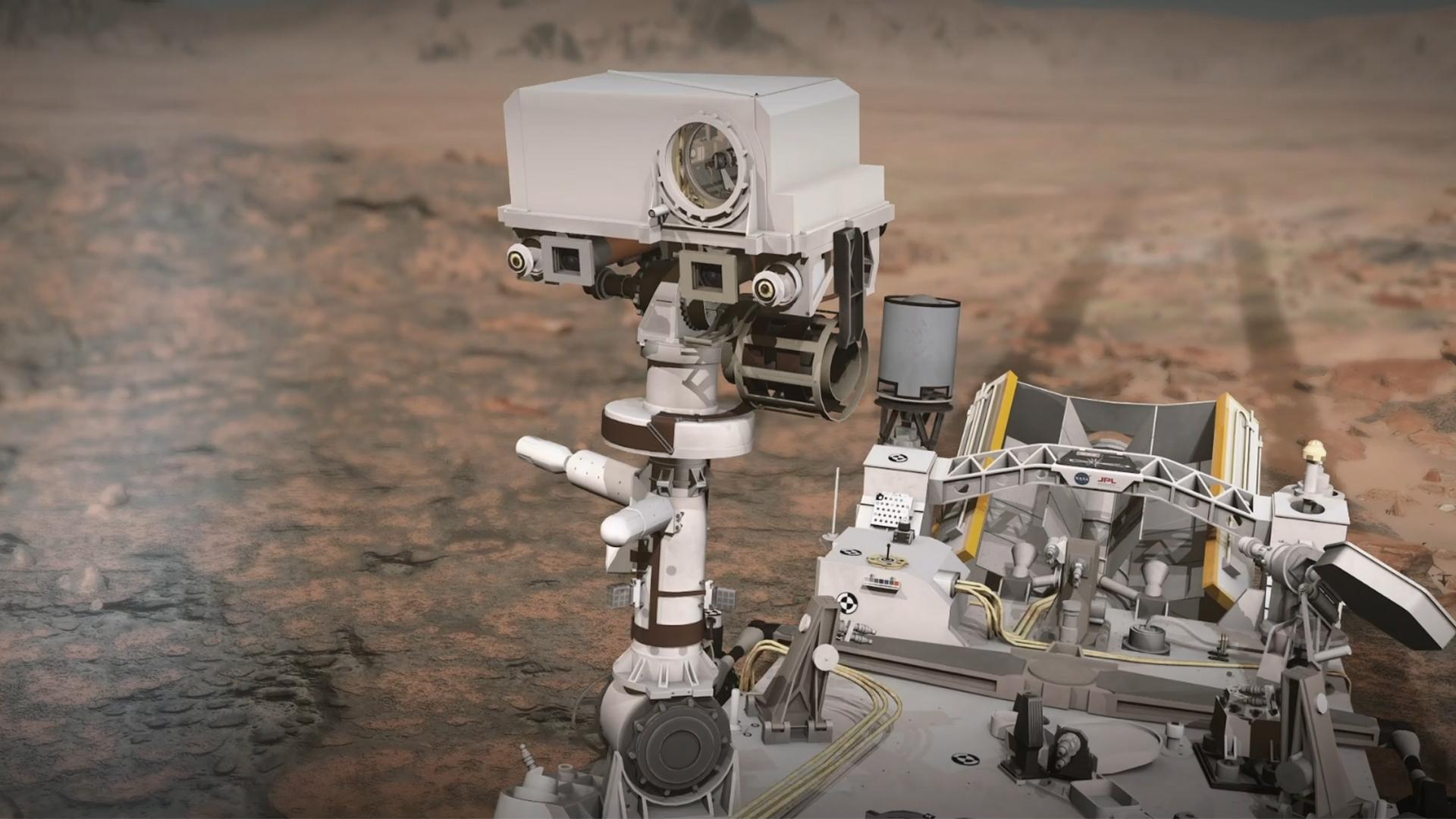
マーズパーサヴィアランスローバーでのスーパーカムのアニメーション（2021年2月16日）

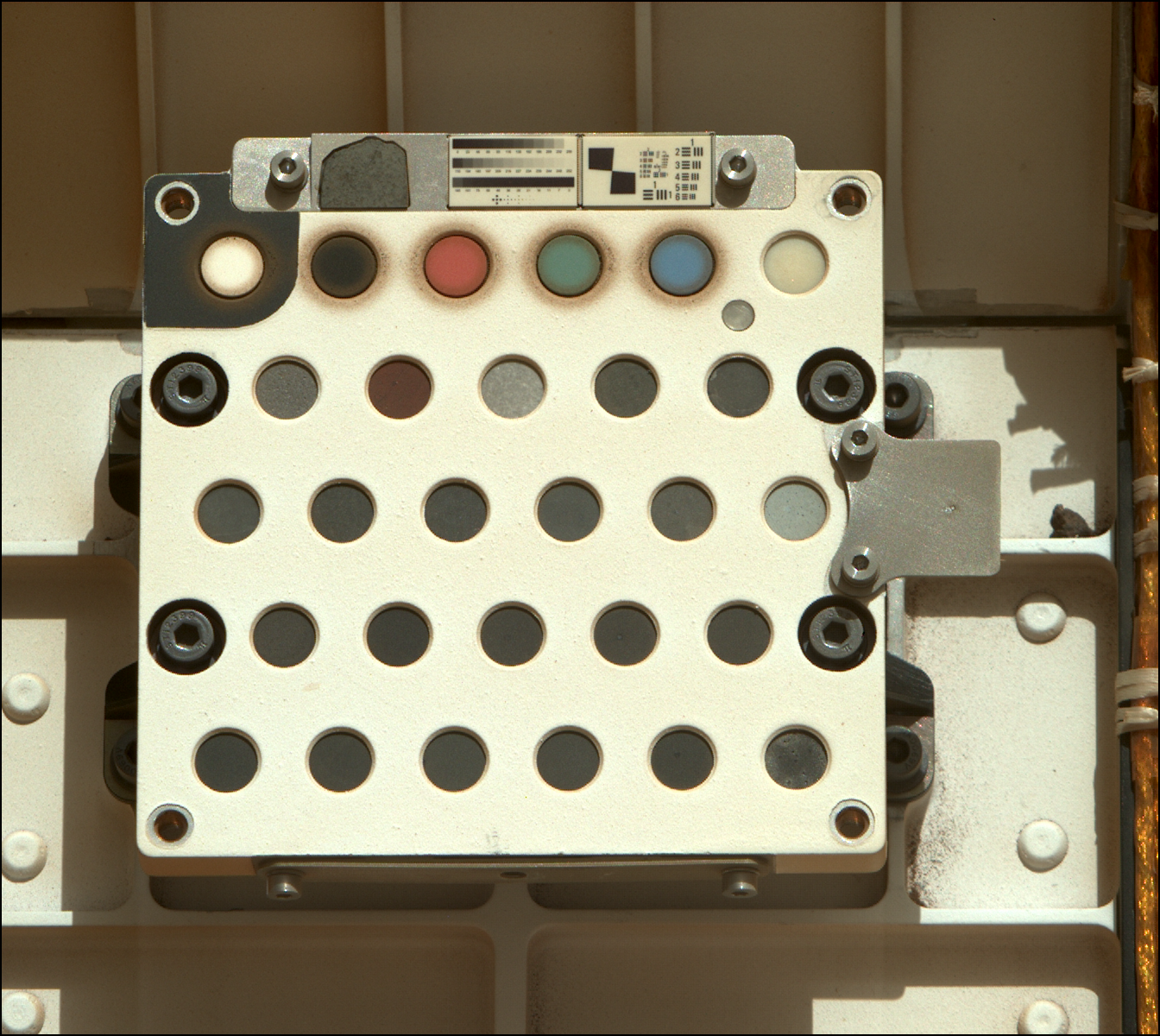
プレート上部に火星隕石を含むスーパーカムキャリブレーションターゲット

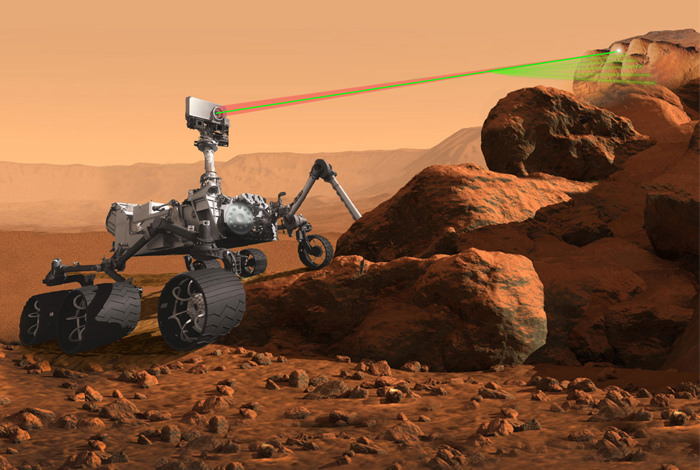
スーパーカムを使用したマーズ2020ローバーのアーティストのイメージ。

スーパーカム（英語: SuperCam）は、カメラ、2つのレーザー、4つの分光計を使用して岩や土壌の遠隔分析するマーズ2020パーサヴィアランスローバーミッション用の遠隔探査機器。火星の過去の微生物の生命のバイオシグネチャーを保持できる有機化合物を捜す。
スーパーカムは、フランスのトゥールーズ大学の天体物理学および惑星学研究所（IRAP）、フランス国立宇宙研究センター（CNES）、ロスアラモス国立研究所、ハワイ大学、スペインのマラガ大学と共同で開発された。主任研究者は、ロスアラモス国立研究所のロジャー・ウィンス。スーパーカムは、2つの異なるレーザーと検出器でアップグレードされたキュリオシティ (探査車)の成功したChemCam機器の改良版である。
2018年4月、スーパーカムは組み立てとテストの最終段階に入り、飛行モデルは2019年6月にローバーに取り付けられ、ローバーミッションは2020年7月30日に開始された。

## インストゥルメント
| スーパーカム   | ユニット/パフォーマンス                                |
| -------------- | ------------------------------------------------------ |
| 場所           | マスト（電子機器および分光計はデッキの中にある）       |
| 質量           | 10.4 kg (23 lb)                                        |
| 電力           | 17.9 W                                                 |
| 寸法           | 約38 cm×24 cm×19 cm                                    |
| データリターン | 実験あたり15.5Mbit                                     |
| 最大作動距離   | 赤色レーザー（LIBS）：7 m 緑色レーザー（Raman）：12 ｍ |

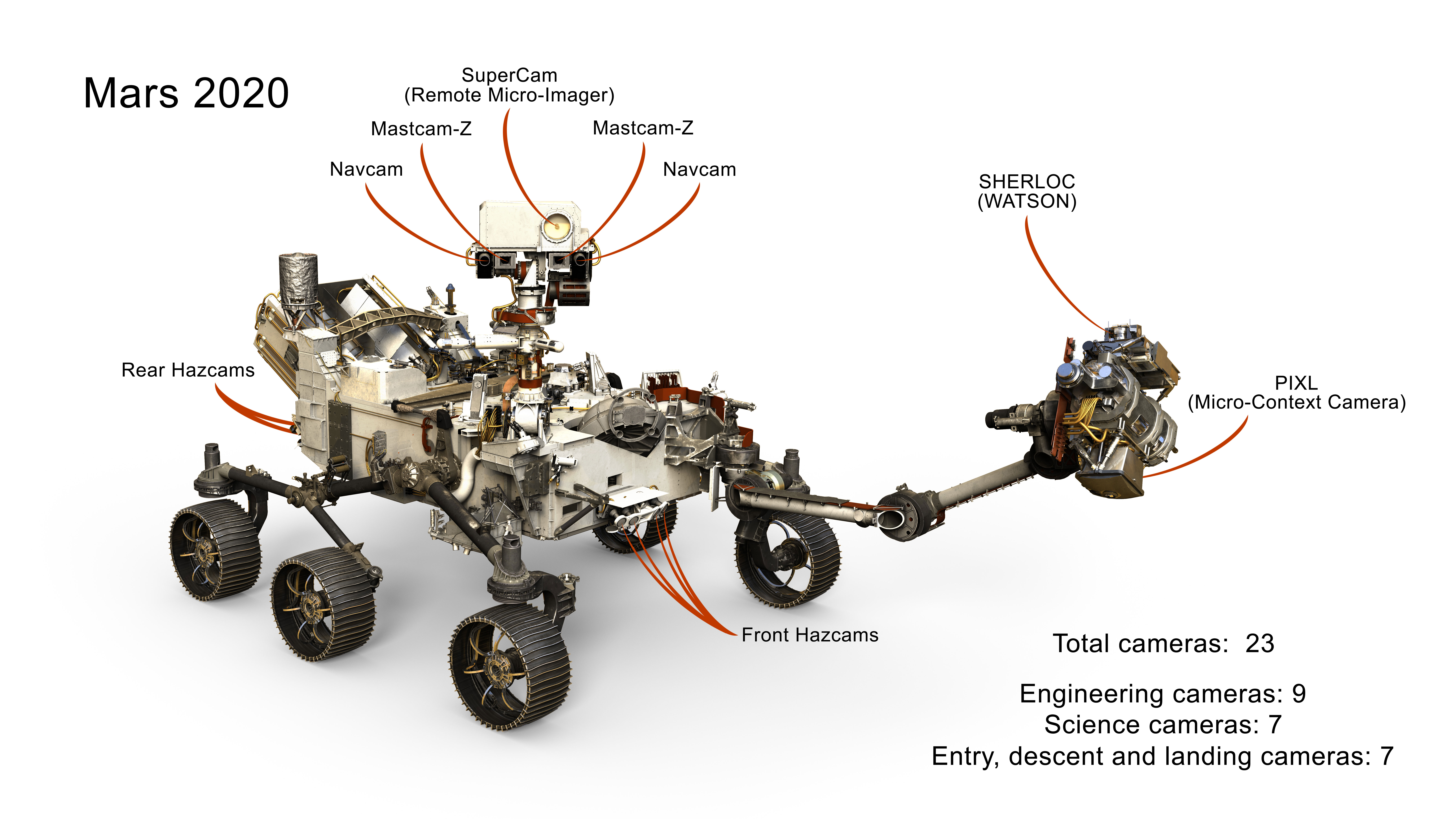
スーパーカムは、パーサヴィアランスローバーのマストの端にある。

化学組成の測定機器には、2つの異なるレーザーと探知機でアップグレードされたキュリオシティローバーの成功したChemCam機器のバージョンを使用。スーパーカムの機器は、火星での過去の生活の証拠となる可能性のある化学物質の種類を特定することができる。スーパーカムはさまざまな機器のセットで、ターゲットの相関測定値の収集を使用して、直接サンプルの地球化学と鉱物学を決定するのに用いることができる。
このセットには、ラマン分光法、時間分解蛍光（TRF）分光法、可視および赤外線（VISIR）反射差分分光法など、統合機器であり、サンプルの鉱物学および分子構造に関する予備情報を提供するだけでなく、有機化合物を直接測定することもできる。4つの補完的な分光計であり、微量の化学物質を測定するのに十分な感度を備えている。